# 生きがい (曲)
「生きがい」（いきがい）は、1970年11月5日に発売された由紀さおりのシングル。

## 解説
前作の「手紙」に次いで、本楽曲もオリコンで週間最高6位を記録し、翌1971年の年間ヒットチャートでも48位にランクインした。
2013年に公開されたハリウッド映画『ウルヴァリン:SAMURAI』の挿入歌として本楽曲が使用された。
アイドルの松田聖子は「人生で大切な楽曲」に本楽曲を選び、「由紀さおりさんのお声を最初に聞かせていただいたときに、え、なんてきれいなお声してらっしゃるんだろうなと思って。すごく好きだったんですね。♪今あなたは目覚め……（本楽曲の歌い出し）っていう。で、昔（レコードプレーヤーで）リピートっていうのがあったじゃないですか。もう何度も何度も。歌ってました」と発言している。

## 収録曲
1. 生きがい [03:10]
作詞：山上路夫／作曲・編曲：渋谷毅
2. ずっと前から [02:58]
作詞：辻井喬／作曲：いずみたく／編曲：大柿隆

## カバー
- アグネス・チャン（1971年、香港でのデビューアルバム『Will the circle game be unbroken』に収録）
- 渡辺真知子（1993年、シングルで発売）
- 中森明菜（1994年、カバーアルバム『歌姫』に収録）
- 原由子（2002年、カバーアルバム『東京タムレ』に収録）
- 布施明（2004年、カバーアルバム『「昭和カヴァーズ・ヒッツ～布施 明』に収録）
- 岩崎良美（2011年、カバーアルバム『色彩の主人公』に収録）
- ASKA（2013年、カバーアルバム『「僕にできること」いま歌うシリーズ』に収録）

## 関連作品
- Complete Single Box - 由紀さおりのベスト・アルバム
- 青春歌年鑑 1971 BEST30